# Heligmonevra mediana
Heligmonevra mediana är en tvåvingeart som beskrevs av Stanley Willard Bromley 1931. Heligmonevra mediana ingår i släktet Heligmonevra och familjen rovflugor.
Artens utbredningsområde är Madagaskar. Inga underarter finns listade i Catalogue of Life.